# ودانتا ریسورس
ودانتا (به انگلیسی: Vedanta) شرکت استخراج معدن هندی و چندملیتی است، که بزرگترین شرکت تولید فلزات هند بوده، همچنین دارای عملیات گسترده استخراج معادن، در کشورهای استرالیا و زامبیا می‌باشد. تولیدات اصلی شرکت ودانتا شامل مس، روی، آلومینیم، سرب و سنگ آهن است.
شرکت ودانتا در سال ۱۹۷۶ توسط آنیل آگاروال در شهر بمبئی تأسیس شد. در حال حاضر دفتر مرکزی این شرکت در شهر لندن، بریتانیا قرار دارد و بخشی از سهام آن در بازار بورس لندن معامله می‌شود.